# Желтобровый туканет
Жёлтобровый туканет (лат. Aulacorhynchus huallagae) — вид птиц из семейства тукановых. Подвидов не выделяют.

## Описание
Длина тела 37—41 см, вес 250 г. Клюв у самцов достигает длины 10 см, а у самок чуть короче 8 см. Птица довольно редка: численность популяции составляет от 2500 до 10 000 особей. Самец от самки не отличим. В оперении представителей вида преобладает зелёный цвет. Верхняя часть тела и надкрылья имеют зеленовато-бронзовый отлив, голова желтовато-зеленая, брови желтые, брюшко бледно-зеленое.

## Распространение
Эти птицы обитают во влажных андских лесах в восточной и северной части Перу. Жёлтобровый туканет предпочитает держаться на верхушках деревьев, на высоте от 6 до 15 метров. Встречаются парами или небольшими стайками численностью до четырёх особей.

## Биология
В содержимом желудков этих птиц находили фрукты и семена.